# 大倉栄太郎
大倉 栄太郎（おおくら えいたろう、1976年（昭和51年）- ）は能楽師（大鼓方大倉流）で、重要無形文化財総合認定保持者である。

## 概説
1976年（昭和51年）に大倉七左衛門家十六代大倉三忠の長男として生まれる。父及び高安流大鼓方宗家預り安福健雄（人間国宝）に師事。2023年（令和5年）、重要無形文化財総合認定保持者に認定。東京藝術大学卒。公益社団法人能楽協会会員、一般社団法人東京囃子科協議会会員。

## 脚註